# Marijino vnebovzetje (El Greco)
Marijino vnebovzetje je slika olje na platnu grškega umetnika Doménikosa Theotokópoulosa, znanega kot El Greco v letih 1577–1579. Slika je bila osrednji element oltarne slike cerkve Santo Domingo el Antiguo v Toledu v Španiji. To je bila prva od devetih slik, ki so jih je El Grecu naročili za to cerkev. Marijino vnebovzetje je bilo El Grecovo prvo delo v Toledu in je tam začel svojo 37-letno kariero. Pod vplivom Michelangela je El Greco ustvaril sliko, ki je bila v bistvu italijanska, z naturalističnim slogom, monumentalnimi figurami in rimsko šolsko paleto. Kompozicija El Grecove upodobitve je podobna Tizianovemu Vnebovzetju v baziliki dei Frari v Benetkah z Devico Marijo in angeli zgoraj ter apostoli spodaj. Na sliki Devica Marija lebdi navzgor, kar simbolizira njeno čistost, medtem ko apostoli, zbrani okoli njene prazne grobnice, izražajo začudenje in zaskrbljenost.

## Marija v umetnosti
Vnebovzetje Device Marije se ne pojavlja v Novi zavezi, pojavlja pa se v apokrifni literaturi 3. in 4. stoletja in je do leta 1000 v Zahodni Cerkvi splošno verovalo, čeprav je postalo uradna katoliška dogma šele leta 1950. Prvič je postala priljubljena tema v zahodni krščanski umetnosti v 12. stoletju, skupaj z drugimi pripovednimi prizori iz Življenja Device in Kronanja Device. Te marijanske subjekte sta posebej spodbujala cistercijanski red in sveti Bernard iz Clairvauxa († 1153).
Literarna poročila z več podrobnostmi, kot je prisotnost apostolov, so se pojavila v poznosrednjeveških delih, kot je Zlata legenda, in sledili so jim umetniki. Do konca srednjega veka so velike in natrpane oltarne slike dale umetniku priložnost, da pokaže svojo virtuoznost v kompoziciji, koloritu in figuralnih pozah. Po reformaciji so ga uporabljali za uveljavljanje katoliškega stališča, ki so ga protestanti zavračali.

## Izvor
Sliko je leta 1577 za samostansko cerkev Santo Domingo el Antiguo v Toledu naročil don Diego de Castilla. Vnebovzetje je ostalo v cerkvi več kot 200 let.
Okoli leta 1830 je bila slika prodana infantu don Sebastiánu Gabrielu de Borbón y Bragança v Madridu. Leta 1835 mu je španska vlada zaplenila sliko in jo postavila v Museo Nacional de Trinidad v Madridu, vendar je bila leta 1861 slika vrnjena Don Sebastiánu. Po smrti don Sebastiána leta 1875 so njegovi dediči začeli prodajati dela iz njegovih zbirk. Slika je bila v lasti njegove vdove, infante Maríe Cristine de Borbón, do njene smrti leta 1902, nato pa so jo njeni dediči v letih 1902–1904 posodili muzeju Prado v Madridu.
Leta 1904 je ameriška slikarka Mary Cassatt prepričala priznanega pariškega trgovca z umetninami Paula Durand–Ruela, da je kupil sliko, financiral pa jo je H. O. Havemeyer. Leta 1906 je bila slika prodana Art Institute of Chicago.

## Razstave
- Pau, Saloni nekdanje Asile de Pau, Slike, ki so pripadale dedičem pokojnega msg. don Sébastien de Bourbon in Bragança, september 1876, kat. 668.
- Madrid, Museo Nacional de Pintura y Escultura, Exposición de las obras Domenica Theotocópoulija, llamado El Greco, 30. april - 31. julij 1902, kat. 6.
- Art Institute of Chicago, Stoletje napredka, 1. junij – 1. november 1933, kat. 169, pl. 25.
- Art Institute of Chicago, Stoletje napredka, 1. junij – 1. november 1934, kat. 70.
- Pariz, Grand Palais, Grčija, 14. oktober 2019 – 10. februar 2020, kat. 73.
- Art Institute of Chicago, El Greco: Ambicija in kljubovanje, 7. marec – 21. junij 2020, kat. 14.